# All-Con
All-Con es una convención de ciencia ficción que se celebra anualmente desde el año 2005 durante tres días en Dallas, Texas. El evento provee una plataforma de contenidos disponible no solo para fanes de la ciencia ficción, sino que además, de la fantasía, Renaissance, anime, disfraces, teatro/artes escénicas, misterio, arte, artesanía, coleccionistas, y cine.

## Listado de All-Cons
|   | Año  | Lugar                     | Invitado(s) de Honor | Notas                                          |
| - | ---- | ------------------------- | --- | ---------------------------------------------- |
| 1 | 2005 | Sterling Hotel de Dallas  | Adam Hughes, Troy Denning, Bill Johnson, Barry Diamond, y los actores de Star Wars Gerald Home y Christine Hewett |                                                |
| 2 | 2006 | Sterling Hotel de Dallas  | James O'Barr (creador de The Crow), Ben Dunn, Ken Feinberg, James Horan, Bill Blair, y los actores de Star Wars Jay Laga'aia y Nalini Krishan                                                                                                  |                                                |
| 3 | 2007 | Crowne Plaza North Dallas | J. K. Woodward, Neil Kaplan, y las actrices de Battlestar Galactica Luciana Carro y Kate Vernon |                                                |
| 4 | 2008 | Crowne Plaza North Dallas | Aaron Douglas de Battlestar Galactica, los actores del Regreso del Jedi Tim Dry, Sean Crawford, y Mike Edmonds, el actor de Blazing Saddles Burton Gilliam y el concursante de Who Wants to be a Superhero? Tonya Kay (conocida como Creature) |                                                |
| 5 | 2009 | Crowne Plaza North Dallas | Aaron Douglas, Peter Mayhew (Chewbacca) de Star Wars, Ken Lally de Heroes / Albert Wesker de Resident Evil, Candace Kita de Masked Rider, y Burton Gilliam de Back to the Future Part III y Blazing Saddles                                    | Ginny McQueen fue el invitado de honor Cosplay |
| 6 | 2010 | Crowne Plaza North Dallas | John Billingsley, Anne Lockhart, Larry Hama, Kazushi Hinoki y Keisaku Kimura |                                                |
| 7 | 2011 | Crowne Plaza North Dallas | Orli Shoshan, Cindy Freeling (actriz de Hardware Wars), los actores de Battlestar Galactica Anne Lockhart y Richard Hatch, y Neil Kaplan. | El tema fue «steampunk».                       |
| 8 | 2012 | Crowne Plaza North Dallas | Camden Toy, Troy Denning, Neil Kaplan, Micah Solusod, Keisaku Kimura y Kazushi Hinoki |                                                |